# Турай (Глазовский район)
Тура́й — упразднённая деревня в Глазовском районе Удмуртии. Входила в состав Адамского сельского поселения.

## География
Находилась на левобережье реки Пызеп, в 2 км к юго-западу от деревни Полом, в 10 км от города Глазов.

## Название
О происхождении названия «Турай». М. Г. Атаманов пишет, что в сходном по произношению топониме «Турья» нашли отражение воршудно-родовые имена удмуртов.
По другой версии название деревни произошло от удмуртского — «тюрагай», то есть жаворонок. Турай находился в нескольких километрах севернее деревни Адам. На довольно обширных и не изрезанных оврагами полях ранней весной часто селились жаворонки.
Также существует версия местного жителя Л. Ф. Семёнова. По его мнению «Турай» могло произойти от удмуртского тур — журавль.
Возможно происхождение названия деревни могло быть связано с именем. У Кузебая Герда (1920-е гг.) записаны удмуртские имена Тур, Тура, Турай, Тури.

## История
Эти места были заселены предками удмуртов с древнейших времён. Здесь археологами были обнаружены Кельдыковское селище, относимое к временам поломской арехеологической культуры (VIII—IX вв.), Турайское I селище и Турайское II селище — памятники чепецкой археологической культуры (IX—XII вв.).
Деревня Тураевская (починок Тураевский) в списках населённых мест Российской империи в конце XIX века входила в состав Папоговского общества Понинской волости Глазовского уезда Вятской губернии.
Глазовский купец Васильев в 1881 году построил здесь первый в этих местах промышленный центр по комплексной переработке природного сырья: были организованы рубка леса и его сплав по реке. Работали лесопилка, кирпичного завод, мельница и винокурня при ней. На этих предприятиях работали, как жители окрестных деревень, так и постоянные приезжие рабочие. После октябрьской революции все эти предприятия, за исключением мельницы, прекратили своё существование.

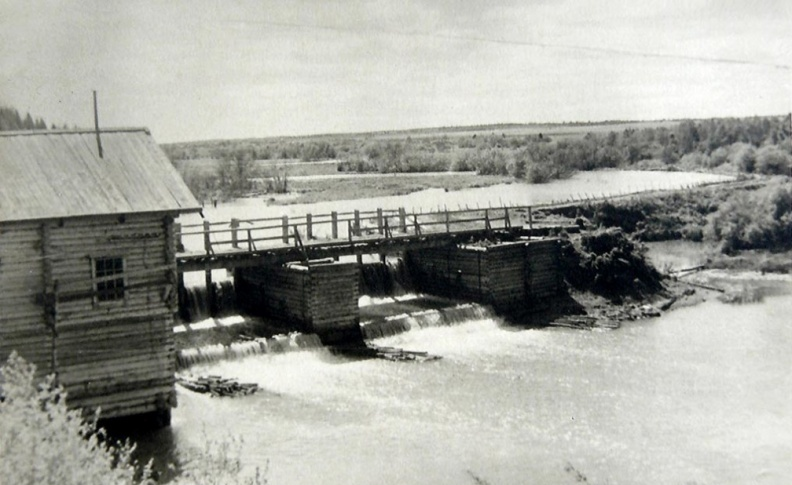
Турайская ГЭС

Перед Великой Отечественной войной в Турае был организован колхоз «Красная звезда». В период с 1935 по 1956 год деревня Турай входила в состав Адамского сельсовета Понинского района. Колхоз «Красная звезда» 28 июля 1950 года вошёл в состав колхоза им. Кирова (в 1957 году колхоз им. Кирова переименован в колхоз «Колос»).
В 1949—1951 годах, на месте готовых насыпей Васильевской водяной мельницы велось строительство Турайской гидроэлектростанции, проработавшей до создания единой энергетической сети в 1970-х годах.
После очередного укрупнения колхозов в 1971 году колхоз «Колос» был ликвидирован, а на его землях было организовано учебное хозяйство Глазовского совхоз-техникума. В настоящее время здесь отведены участки под садоогороды, а на месте брода построен бетонный мост через Пызеп.
Указом Президиума Верховного Совета УАССР от 3 июня 1976 года деревня Турай Адамского сельсовета была снята с учёта.

## Население
Численность постоянного населения деревни:
1941 год — 31 человек, 1965 год — 5, 1976 год — 0.

## Топографические карты
- Лист карты O-39-70 Глазов. Масштаб: 1 : 100 000. Издание 1961 г.